# Goshen (villa)
Para el pueblo con el mismo nombre véase; Goshen.
Goshen es una villa y sede de condado del condado de Orange en el estado estadounidense de Nueva York. En el año 2000 tenía una población de 5,676 habitantes y una densidad poblacional de 684 personas por km².

## Geografía
Goshen se encuentra ubicada en las coordenadas 41°24′07″N 74°19′23″O / 41.40194, -74.32306. Según la Oficina del Censo, la ciudad tiene un área total de 4,9 km² (1,9 mi²), de la cual 4,9 km² (1,9 mi²) es tierra y 0 km² (0 mi²) (0%) es agua.

## Demografía
Según la Oficina del Censo en 2000 los ingresos medios por hogar en la localidad eran de $50,922, y los ingresos medios por familia eran $66,250. Los hombres tenían unos ingresos medios de $41,932 frente a los $31,711 para las mujeres. La renta per cápita para la localidad era de $22,443. Alrededor del 4.0% de la población estaban por debajo del umbral de pobreza.